# Akkosaari (ö i Mellersta Finland, Äänekoski)
Akkosaari är en ö i Finland. Den ligger i sjön Keitele och i kommunen Äänekoski i den ekonomiska regionen  Äänekoski ekonomiska region  och landskapet Mellersta Finland, i den centrala delen av landet, 300 km norr om huvudstaden Helsingfors. Öns area är 4,6 hektar och dess största längd är 0,5 kilometer i sydöst-nordvästlig riktning.